# Linea Sukhumvit
La linea Sukhumvit del Bangkok Skytrain è una ferrovia metropolitana sopraelevata di Bangkok, in Thailandia. Collega la stazione di Khu Khot, situata a nord della capitale nel Distretto di Lam Luk Ka della provincia di Pathum Thani, alla stazione di Kheha nel Distretto di Mueang Samut Prakan, nella provincia omonima che si trova a sud-est di Bangkok lungo la strada Sukhumvit. Si interseca con l'unica altra linea del Bangkok Skytrain, la linea Silom, alla stazione di Siam nel centrale Distretto di Pathum Wan. Nel 2019 la linea trasportava una media di 740 000 passeggeri al giorno.

## Storia
Inaugurata il 5 dicembre 1999, disponeva di 17 stazioni tra Mo Chit verso nord e On Nut verso sud-est con un percorso di 17 chilometri. Il 12 agosto 2011 fu inaugurato il prolungamento tra la stazione di On Nut e quella di Bearing (E14). Sempre lungo la strada Sukhumvit a sud-est vi furono le espansioni del 3 aprile 2017, tra le stazioni di Bearing (E14) e di Samrong (E15), e del 6 dicembre 2018 tra le stazioni di Samrong (E15) e Kheha (E23). In totale furono aggiunte verso sud-est 14 stazioni rispetto al percorso iniziale che aveva il capolinea a On Nut.
Le estensioni verso nord furono inaugurate dopo, la prima fu quella del 9 agosto 2019 tra la stazione di Mo Chit (N8) e quella di Ha Yaek Lat Phrao (N9), la seconda avvenne il 4 dicembre successivo tra le stazioni di Ha Yaek Lat Phrao (N9) e della Kasetsart University (N13). Il 5 giugno 2020 fu la volta del tratto tra le stazioni della Kasetsart University (N13) e di Wat Phra Sri Mahathat (N17). Il 16 dicembre dello stesso anno venne inaugurato il tratto tra le stazioni di Wat Phra Sri Mahathat (N17) e di Khu Khot (N24).

## Mappa

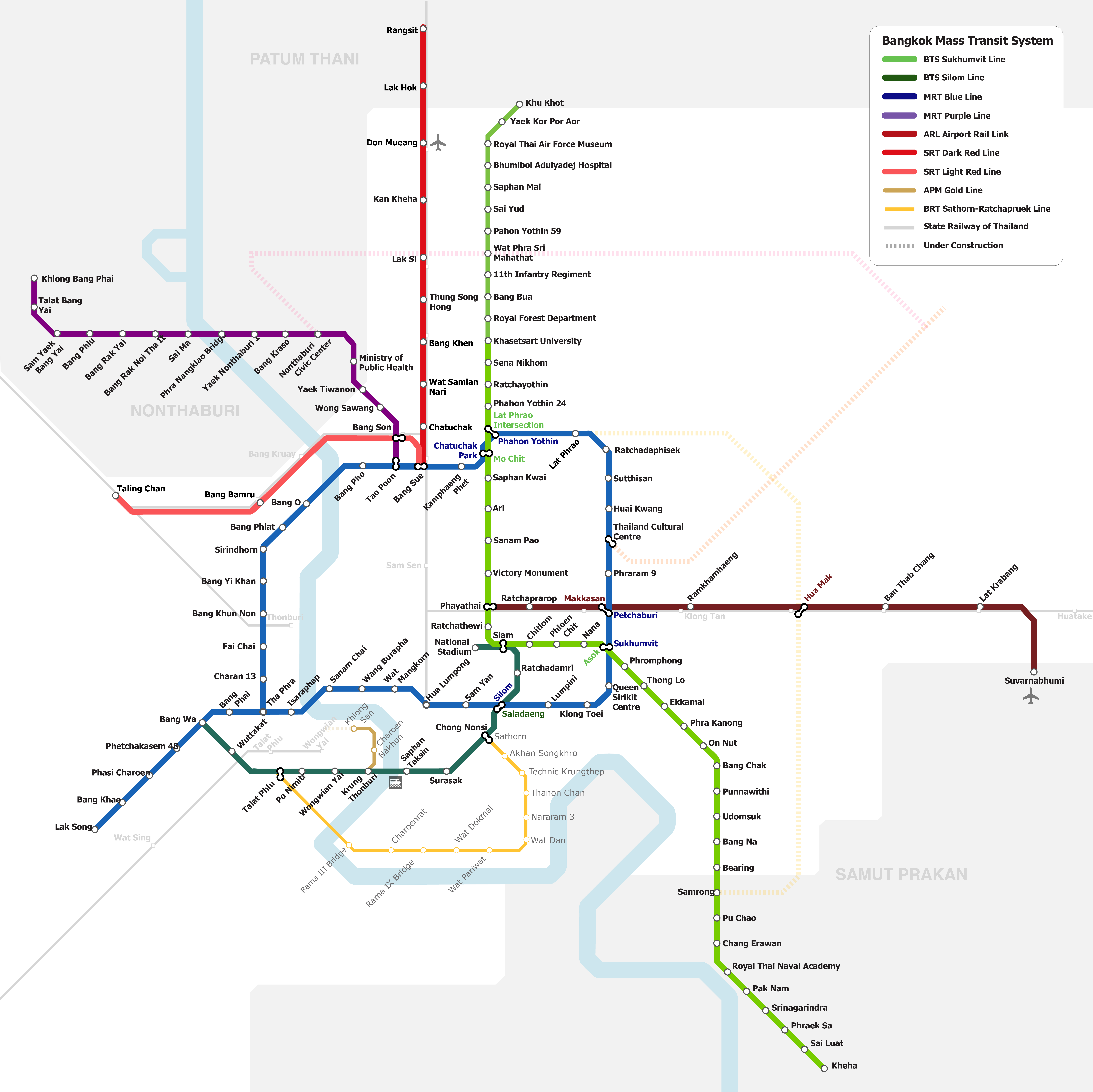

## Fermate
| Codice | Nome stazione in italiano   | Nome stazione in thai e (RTGS)                           | Collegamenti      | Ubicazione          | Ubicazione   |
| ------ | --------------------------- | -------------------------------------------------------- | ----------------- | ------------------- | ------------ |
|        |                             |                                                          |                   |                     |              |
|        | Khu Khot                    | คูคต                                                      |                   | Lam Luk Ka          | Pathum Thani |
|        | Yaek Kor Por Aor            | แยก คปอ                                                  |                   | Don Mueang          | Bangkok      |
|        | Royal Thai Air Force Museum | พิพิธภัณฑ์กองทัพอากาศ (Phiphithaphan Kong Thap Akat)          |                   | Don Mueang          | Bangkok      |
|        | Bhumibol Adulyadej Hospital | โรงพยาบาลภูมิพลอดุลยเดช (Rong Phayaban Phumiphon Adunyadet) |                   | Don Mueang          | Bangkok      |
|        | Saphan Mai                  | สะพานใหม่                                                 |                   | Bang Khen           | Bangkok      |
|        | Sai Yud                     | สายหยุด                                                   |                   | Bang Khen           | Bangkok      |
|        | Phahon Yothin 59            | พหลโยธิน 59 (Phahon Yothin Ha Sip Kao)                    |                   | Bang Khen           | Bangkok      |
|        | Wat Phra Sri Mahathat       | วัดพระศรีมหาธาตุ                                            | Linea Rosa        | Bang Khen           | Bangkok      |
|        | 11th Infantry Regiment      | กรมทหารราบที่ 11 (Krom Thahan Rap Thi Sip Et)              |                   | Bang Khen           | Bangkok      |
|        | Bang Bua                    | บางบัว                                                    |                   | Chatuchak           | Bangkok      |
|        | Royal Forest Department     | กรมป่าไม้ (Krom Pa Mai)                                    |                   | Chatuchak           | Bangkok      |
|        | Kasetsart University        | มหาวิทยาลัยเกษตรศาสตร์ (Maha Witthayalai Kasetsat)          |                   | Chatuchak           | Bangkok      |
|        | Sena Nikhom                 | เสนานิคม                                                  |                   | Chatuchak           | Bangkok      |
|        | Ratchayothin                | รัชโยธิน                                                   |                   | Chatuchak           | Bangkok      |
|        | Phahon Yothin 24            | พหลโยธิน 24 (Phahonyothin Yisip Si)                       |                   | Chatuchak           | Bangkok      |
|        | Ha Yaek Lat Phrao           | ห้าแยกลาดพร้าว                                             | Linea Blu         | Chatuchak           | Bangkok      |
|        | Mo Chit                     | หมอชิต                                                    | Linea Blu         | Chatuchak           | Bangkok      |
|        | Saphan Khwai                | สะพานควาย                                                |                   | Phaya Thai          | Bangkok      |
|        | Sena Ruam                   | เสนาร่วม                                                  |                   | Phaya Thai          | Bangkok      |
|        | Ari                         | อารีย์                                                     |                   | Phaya Thai          | Bangkok      |
|        | Sanam Pao                   | สนามเป้า                                                  |                   | Phaya Thai          | Bangkok      |
|        | Victory Monument            | อนุสาวรีย์ชัยสมรภูมิ (Anusawari Chai Samoraphum)               |                   | Ratchathewi         | Bangkok      |
|        | Phaya Thai                  | พญาไท                                                    | Airport Rail Link | Ratchathewi         | Bangkok      |
|        | Ratchathewi                 | ราชเทวี                                                   |                   | Ratchathewi         | Bangkok      |
|        | Siam                        | สยาม (Sayam)                                             | Linea Silom       | Pathum Wan          | Bangkok      |
|        | Chit Lom                    | ชิดลม                                                     |                   | Pathum Wan          | Bangkok      |
|        | Phloen Chit                 | เพลินจิต                                                   |                   | Pathum Wan          | Bangkok      |
|        | Nana                        | นานา                                                     |                   | Khlong Toei         | Bangkok      |
|        | Asok                        | อโศก                                                     | Linea Blu         | Khlong Toei         | Bangkok      |
|        | Phrom Phong                 | พร้อมพงษ์                                                  |                   | Khlong Toei         | Bangkok      |
|        | Thong Lo                    | ทองหล่อ                                                   |                   | Khlong Toei         | Bangkok      |
|        | Ekkamai                     | เอกมัย                                                    |                   | Khlong Toei         | Bangkok      |
|        | Phra Khanong                | พระโขนง                                                  |                   | Khlong Toei         | Bangkok      |
|        | On Nut                      | อ่อนนุช                                                    |                   | Khlong Toei         | Bangkok      |
|        | Bang Chak                   | บางจาก                                                   |                   | Phra Khanong        | Bangkok      |
|        | Punnawithi                  | ปุณณวิถี                                                    |                   | Phra Khanong        | Bangkok      |
|        | Udom Suk                    | อุดมสุข                                                    |                   | Bang Na             | Bangkok      |
|        | Bang Na                     | บางนา                                                    |                   | Bang Na             | Bangkok      |
|        | Bearing                     | แบริ่ง (Baering)                                           |                   | Bang Na             | Bangkok      |
|        | Samrong                     | สำโรง                                                    | Linea Gialla      | Mueang Samut Prakan | Samut Prakan |
|        | Pu Chao                     | ปู่เจ้า                                                     |                   | Mueang Samut Prakan | Samut Prakan |
|        | Chang Erawan                | ช้างเอราวัณ                                                |                   | Mueang Samut Prakan | Samut Prakan |
|        | Royal Thai Naval Academy    | โรงเรียนนายเรือ (Rongrian Nairuea)                         |                   | Mueang Samut Prakan | Samut Prakan |
|        | Pak Nam                     | ปากน้ำ                                                    |                   | Mueang Samut Prakan | Samut Prakan |
|        | Srinagarindra               | ศรีนครินทร์ (Si Nakharin)                                   |                   | Mueang Samut Prakan | Samut Prakan |
|        | Phraek Sa                   | แพรกษา (Phraekkasa)                                      |                   | Mueang Samut Prakan | Samut Prakan |
|        | Sai Luat                    | สายลวด                                                   |                   | Mueang Samut Prakan | Samut Prakan |
|        | Kheha                       | เคหะฯ                                                    |                   | Mueang Samut Prakan | Samut Prakan |
|        |                             |                                                          |                   |                     |              |